# 1995 (album)
| Recensione       | Giudizio |
| ---------------- | -------- |
| All Music Italia |          |
| Rockol           |          |

1995 è il primo album in studio del cantante italiano Lorenzo Fragola, pubblicato il 31 marzo 2015 dalla RCA Records e dalla Sony Music.

## Descrizione
L'album contiene 13 brani, tra cui The Reason Why, scritto dallo stesso Fragola e originariamente pubblicato nell'EP Lorenzo Fragola, e Siamo uguali, brano scritto insieme a Fedez e Fausto Cogliati e presentato al Festival di Sanremo 2015.
Molti dei brani portano la firma dello stesso Fragola, ma tante sono le collaborazioni all'interno dell'album, tra cui Nek, Tom Odell, Rebecca Ferguson, Ermal Meta, Madh e A/J Jackson dei Saint Motel.
In 1995 si alternano brani cantati in italiano e in inglese e sonorità molto diverse tra loro, che vanno dall'orchestra di Who Am I? alla freschezza di # Fuori c'è il sole, il tutto amalgamato dalla produzione di Fabrizio Ferraguzzo e Fausto Cogliati che Lorenzo ha affiancato nella cura degli arrangiamenti. All'interno dell'album è presente anche una reinterpretazione del brano Dangerous di David Guetta riadattata in chiave jazz.

## Promozione
Ad anticipare la pubblicazione di 1995 è stato il singolo Siamo uguali, pubblicato il 12 febbraio 2015 per il download digitale. Ad esso ha fatto seguito il secondo singolo The Rest, entrato in rotazione radiofonica il 17 aprile 2015, e il terzo singolo # Fuori c'è il sole, entrato in rotazione radiofonica il 12 giugno.
Il 27 aprile 2015 Lorenzo Fragola ha annunciato le prime date del tour in supporto a 1995. Composto da otto date, il tour partirà il 2 ottobre da Roma e si concluderà il 16 dello stesso mese a Venaria Reale.

## Tracce
1. The Rest – 2:48 (Tom Odell, Francis "Eg" White)
2. La nostra vita è oggi – 3:54 (testo: Lorenzo Fragola, Ermal Meta – musica: Robert Habolin)
3. Siamo uguali – 4:10 (testo: Lorenzo Fragola, Federico Lucia – musica: Lorenzo Fragola, Fausto Cogliati)
4. Best of Me – 4:00 (Taneisha Jackson, James Bauer-Mein, Sneddon)
5. Da sempre – 3:27 (Filippo Neviani, Luca Chiaravalli, Andrea Bonomo, Mads Løkkegaard)
6. The Reason Why – 3:02 (testo: Lorenzo Fragola, Michelle Lily Popovic – musica: Lorenzo Fragola, Fausto Cogliati)
7. # Fuori c'è il sole – 3:12 (testo: Lorenzo Fragola – musica: Jonny Lattimer, Taylor Berrett)
8. Dangerous – 4:03 (David Guetta, Giorgio Tuinfort, Lindy Robbins, Jason Evigan, Sam Martin) – originariamente interpretata da David Guetta
9. Distante – 3:12 (testo: Lorenzo Fragola – musica: Gavin Jones, Alex Shield; adattamento italiano di Lorenzo Fragola)
10. Homeland – 3:15 (Tim Woodcock, Rebecca Ferguson)
11. Close My Eyes – 4:01 (testo: Lorenzo Fragola, A/J Jackson – musica: Lorenzo Fragola, Marco Cappai, Fausto Cogliati)
12. Resta dove sei – 3:08 (testo: Ermal Meta – musica: John Gordon, Lene Dissing)
13. Who Am I? – 3:17 (Lorenzo Fragola)

## Classifiche
| Classifica (2015) | Posizione massima |
| ----------------- | ----------------- |
| Italia            | 1                 |